# 法曼高地
法曼高地（英語：Farman Highland），是南極洲的高地，位於帕爾默地的拉西特海岸，處於賴特灣和凱勒灣之間，海拔高度約750米，美國地質調查局根據測量和美國海軍拍攝的空中照片繪入地圖，現時由南極條約體系管理。